# アーディル・キトブガー

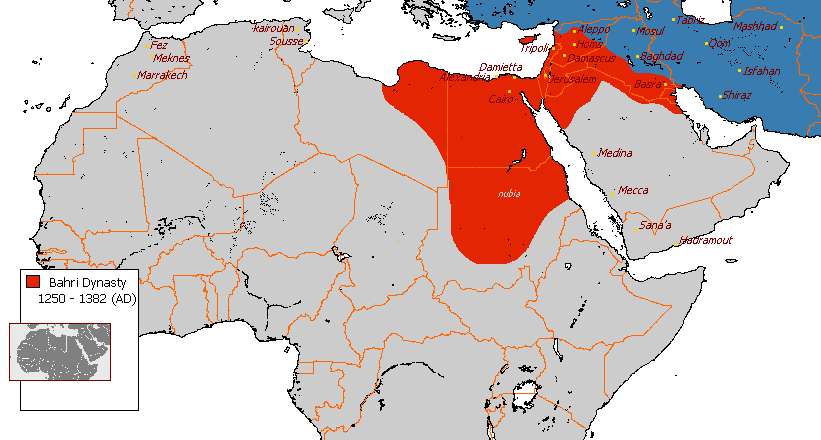
バフリー・マムルーク朝の領地（赤色）

アーディル・キトブガー（アラビア語: الملك العادل زين الدين كتبغا المنصوري المغلي, 転写:al-Malik al-‘Ādil Zayn ad-Dīn Kitbughā al-Manṣūrī al-Mughulī, ? - 1302年）は、エジプトのバフリー・マムルーク朝の第11代スルタンである（在位：1294年 - 1296年）。即位名により略してアーディル・キトブガー（الملك العادل كتبغا al-Malik al-‘Ādil Kitbughā）とも呼ばれる。

## 生涯
モンゴル出身（al-Mughulī, al-Tatarī）のマムルークで、幼少の時に1261年のヒムスの戦いでマムルーク朝の捕虜となり、当時アミールであったカラーウーンに養育され、長じて彼のマムルークになった。カラーウーン政権で昇進を重ねて有力なマムルーク出身アミールとなり、アシュラフ・ハリールの暗殺計画に参加した。幼年のナースィル・ムハンマドが即位すると執権として実権を握り、暗殺の共謀者を処罰した。最大の政敵であったサンジャル・アッシュジャーイーが殺害されると簒奪の準備を進め、ハリール暗殺に加担したマンスール・ラージーン、カラーサンカルを赦免する。ハリール配下のマムルークたちはこの処置を不服として暴動を起こすがキトブガーは鎮圧、この機会に幼少のムハンマドを廃位するべきというラージーンの助言をうけてスルタンに即位する。
即位後はラージーンを執権として、アミール達に領地を与えてスルタンの地位を確かなものにしようとした。しかし、疫病と飢饉による被害を被ったエジプトの民衆はキトブガーの統治に不満を抱き、モンゴル出身であった彼がイルハン朝から亡命してきた10000にも達するモンゴル兵を受け入れて土地を与え、モンゴル兵が改宗していないことを知った民衆は皆彼を憎悪した。これまでの慣習に反して恩賞を与えられなかったシリアのアミールもラージーンに対する忠誠を失い、このような状況で1296年にラージーンによるクーデターが起きた。ダマスカスからカイロに向かう途中、ティベリアス付近で野営している際に刺客に襲撃されるが間一髪で助かり、彼はダマスカスに逃亡した。アミールの中に支持者がいないことを知り、スルタンの位をラージーンに明け渡した。
ラージーン即位後はシリアの辺境にあるサルハドに左遷されるが、後年ハマーの太守に昇進し、同地で没した。